# Raj Reddy

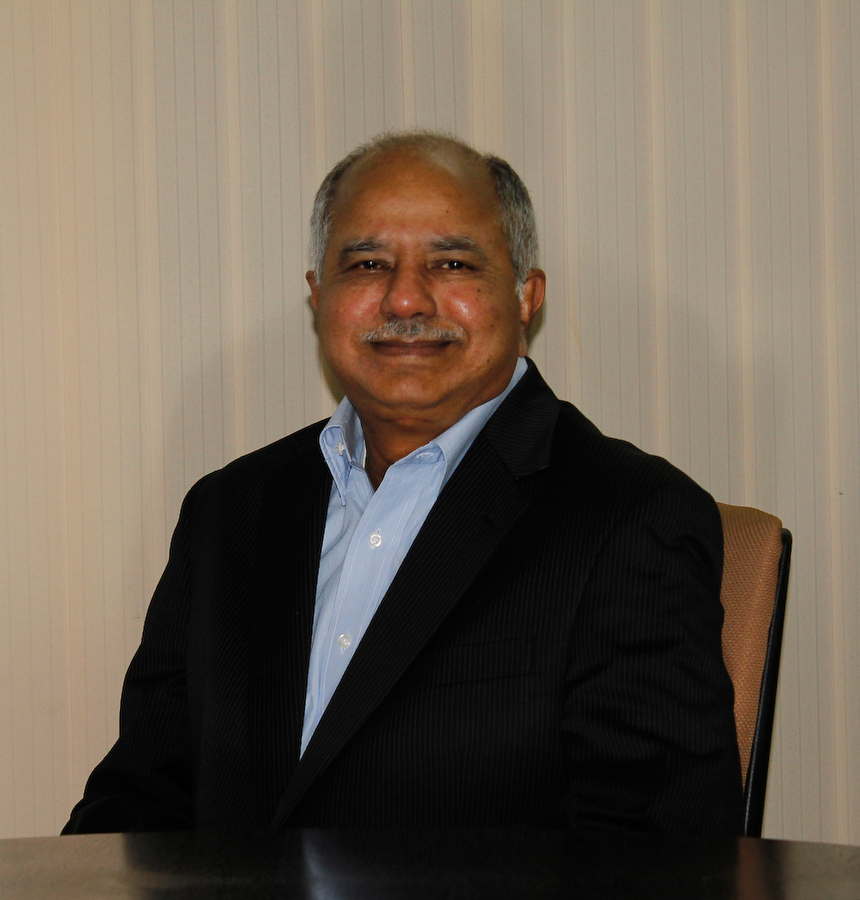
Raj Reddy 2011

Dabblal Rajagopal "Raj" Reddy (ur. 13 czerwca 1937 r. w Katoor, Indie) jest naukowcem cenionym za osiągnięcia w sztucznej inteligencji i robotyce. W 1994 roku wraz z Edwardem Feigenbaumem otrzymał nagrodę Turinga. 
W 1984 został odznaczony Legią Honorową, a w 2001 Orderem Padma Bhushan.